# Sabicea leucocarpa
Sabicea leucocarpa är en måreväxtart som först beskrevs av Kurt Krause, och fick sitt nu gällande namn av Gottfried Wilhelm Johannes Mildbraed. Sabicea leucocarpa ingår i släktet Sabicea och familjen måreväxter.
Artens utbredningsområde är Kamerun. Inga underarter finns listade i Catalogue of Life.